# Serie Mundial Masculina de Rugby 7
La Serie Mundial Masculina de Rugby 7, también llamado Circuito Mundial de Seven Masculino, es una serie de torneos de rugby 7 que se disputan en varios países de diciembre a mayo de manera anual desde 1999. La organiza la World Rugby y participan las principales selecciones nacionales del deporte. Desde la temporada 2023/24 la competencia masculina y la femenina se realizan conjuntamente y bajo el mismo nombre de "SVNS". 
Desde la temporada 2023/24 se estableció que fueran doce las selecciones que compitan en todas las fechas de la serie. En 2024/25 las selecciones participantes son: Argentina, Australia, España, Estados Unidos,
Fiyi, Francia, Gran Bretaña, Irlanda, Kenia, Nueva Zelanda, Sudáfrica y Uruguay.

## Historia
La primera edición de la Serie Mundial tuvo lugar entre 1999 y el 2000. La temporada comenzó con el Seven de Dubái el 2 de diciembre de 1999. En esa primera serie participaron treinta y cuatro selecciones, de las cuales sólo cinco compitieron en todas las sedes: Nueva Zelanda, Fiyi, Australia, Samoa y Canadá. Con diez sedes, esa fue la primera de seis ediciones que ganaría Nueva Zelanda de manera consecutiva.
El formato de competencia se mantuvo constante a lo largo de varios años: cada año se disputa una serie de torneos, en dos  tres días, en distintas ciudades del mundo, en las que cada equipo obtiene un puntaje según su ubicación en cada torneo. Hasta la 2022/23 el equipo que más puntos sumaba al concluir la serie, era declarado campeón. La cantidad de torneos en cada temporada ha variado entre un mínimo de seis a un máximo de once. La cantidad de equipos también ha variado. 
La cantidad de equipos también ha variado. En algunas temporadas se incluían equipos invitados por torneo. En la temporada 2012/2013, se estableció un sistema de ascensos y descensos. 
En la temporada 2023/24 se introdujeron nuevas modificaciones:
- se redujeron las equipos a doce con un sistema anual de ascensos y descensos, combinado con el World Rugby Sevens Challenger Series 2024 (segunda división);
- se introdujo un torneo final entre los ocho mejores, dividiendo la serie en dos partes: la liga integrada por todos los torneos antes del último y el torneo final (Gran Finale), consagrando dos campeones por año.[2][3][4][5]

En la temporada 2024/25 se redujeron los torneos de la serie a siete: seis de la liga y uno final.

## Etapas
El Circuito Mundial de Rugby 7 ha tenido entre siete y diez etapas/torneos por temporada. En total se han realizado torneos en 19 ciudades. Cada torneo se completa en dos o tres días.

### Torneos actuales
- Seven de Dubái (1999/00-2000/01 y 2002/03-presente)
- Seven de Sudáfrica (1999/00-presente)
- Seven de Australia (1999/00; 2001/02-2002/03 y 2006/07-presente)
- Seven de Estados Unidos (2003/04-presente)
- Seven de Canadá (2015/16-presente)
- Seven de Hong Kong (1999/00-2000/01; 2002/03-2003/04; 2005/06-presente)
- Seven de Singapur (2001/02, 2003/04-2005/06 y 2015/16-presente)

### Torneos anteriores
- Seven de Cardiff (2000/01-2002/03)
- Seven de Chile (2001/02)
- Seven de China (2000/01 y 2001/02)
- Seven de Escocia (2006/07-2014/15)
- Seven de España (2021, 2023/24)
- Seven de Fiyi (1999/00)
- Seven de Francia (1999/00, 2003/04-2005/06 y 2015/16-2022/23)
- Seven de Japón (1999/00-2000/01 y 2011/12-2014/15)
- Seven de Londres (2000/01-2022/23)
- Seven de Malasia (2000/01 y 2001/02)
- Seven de Mar del Plata (1999/00; 2001/02)
- Seven de Nueva Zelanda (1999/00-2022/23)
- Seven de Punta del Este (1999/00)

## Campeones
La selección más exitosa es la de Nueva Zelanda con 14 campeonatos. Los otros ganadores han sido Fiyi y  Sudáfrica en 4 ocasiones, Samoa, Australia y Francia se han coronado una vez, en tanto que Argentina se coronó campeón de la liga en 2024.
| Temporada        | Torneos | Campeón único | Campeón Liga | Campeón Final | Jugador del Año    |
| ---------------- | ------- | ------------- | ------------ | ------------- | ------------------ |
| 1999-00 Detalles | 10      | Nueva Zelanda | No existía   | No existía    | No se eligió       |
| 2000-01 Detalles | 9       | Nueva Zelanda | No existía   | No existía    | No se eligió       |
| 2001-02 Detalles | 11      | Nueva Zelanda | No existía   | No existía    | No se eligió       |
| 2002-03 Detalles | 7       | Nueva Zelanda | No existía   | No existía    | No se eligió       |
| 2003-04 Detalles | 8       | Nueva Zelanda | No existía   | No existía    | Simon Amor         |
| 2004-05 Detalles | 7       | Nueva Zelanda | No existía   | No existía    | Orene Ai'i         |
| 2005-06 Detalles | 8       | Fiyi          | No existía   | No existía    | Uale Mai           |
| 2006-07 Detalles | 8       | Nueva Zelanda | No existía   | No existía    | Afeleke Pelenise   |
| 2007-08 Detalles | 8       | Nueva Zelanda | No existía   | No existía    | DJ Forbes          |
| 2008-09 Detalles | 8       | Sudáfrica     | No existía   | No existía    | Ollie Phillips     |
| 2009-10 Detalles | 8       | Samoa         | No existía   | No existía    | Mikaele Pesamino   |
| 2010-11 Detalles | 8       | Nueva Zelanda | No existía   | No existía    | Cecil Afrika       |
| 2011-12 Detalles | 9       | Nueva Zelanda | No existía   | No existía    | Tomasi Cama Jr.    |
| 2012-13 Detalles | 9       | Nueva Zelanda | No existía   | No existía    | Tim Mikkelson      |
| 2013-14 Detalles | 9       | Nueva Zelanda | No existía   | No existía    | Samisoni Viriviri  |
| 2014-15 Detalles | 9       | Fiyi          | No existía   | No existía    | Werner Kok         |
| 2015-16 Detalles | 10      | Fiyi          | No existía   | No existía    | Seabelo Senatla    |
| 2016-17 Detalles | 10      | Sudáfrica     | No existía   | No existía    | Perry Baker        |
| 2017-18 Detalles | 10      | Sudáfrica     | No existía   | No existía    | Perry Baker        |
| 2018-19 Detalles | 10      | Fiyi          | No existía   | No existía    | Jerry Tuwai        |
| 2019-20 Detalles | 6       | Nueva Zelanda | No existía   | No existía    | No hubo premiación |
| 2021 Detalles    | 2       | Sudáfrica     | No existía   | No existía    | Marcos Moneta      |
| 2021-22 Detalles | 9       | Australia     | No existía   | No existía    | Terry Kennedy      |
| 2022-23 Detalles | 11      | Nueva Zelanda | No existía   | No existía    | Rodrigo Isgró      |
| 2023-24 Detalles | 8       |               | Argentina    | Francia       | Antoine Dupont     |
| 2024-25 Detalles | 7       |               | Argentina    | Sudáfrica     |                    |

## Equipos destacados
| Títulos | País          | Último  |
| ------- | ------------- | ------- |
| 14      | Nueva Zelanda | 2022-23 |
| 5       | Sudáfrica     | 2024-25 |
| 4       | Fiyi          | 2018-19 |
| 1       | Samoa         | 2009-10 |
| 1       | Australia     | 2021-22 |
| 1       | Francia       | 2023-24 |

| Títulos | País           | Último     |
| ------- | -------------- | ---------- |
| 69      | Nueva Zelanda  | 05-05-2024 |
| 47      | Fiyi           | 06-04-2025 |
| 43      | Sudáfrica      | 08-12-2024 |
| 19      | Inglaterra     | 12-03-2017 |
| 12      | Argentina      | 30-03-2025 |
| 11      | Samoa          | 11-12-2022 |
| 9       | Australia      | 06-11-2022 |
| 3       | Estados Unidos | 03-03-2019 |
| 2       | Escocia        | 21-05-2017 |
| 2       | Francia        | 03-03-2024 |
| 1       | Canadá         | 16-04-2017 |
| 1       | Kenia          | 17-04-2016 |